# Evangelische Kirche (Grebenau)

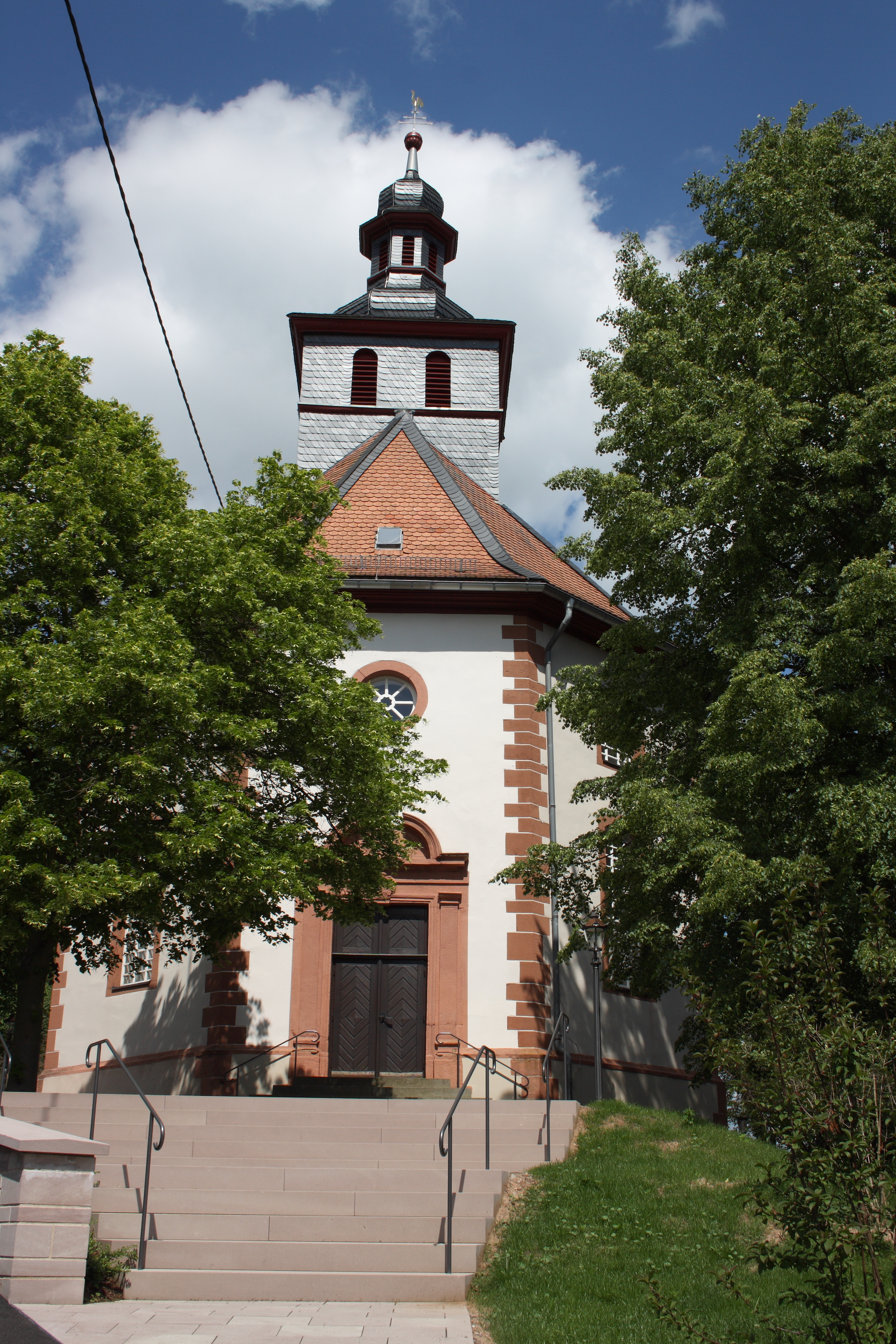
Evangelische Kirche (Grebenau)

Die Evangelische Kirche Grebenau ist ein denkmalgeschütztes Kirchengebäude, das in der Stadt Grebenau im Vogelsbergkreis (Hessen) steht. Die Kirchengemeinde gehört zum Dekanat Vogelsberg in der Propstei Oberhessen der Evangelischen Kirche in Hessen und Nassau.

## Beschreibung
Die Saalkirche wurde 1740 von Helfrich Müller gebaut. Das langgestreckte Kirchenschiff ist sowohl im Osten als auch im Westen dreiseitig abgeschlossen. Aus dem Satteldach des Kirchenschiffs erhebt sich im Westen ein quadratischer, mit einer achteckigen Laterne versehener Dachreiter, in dem eine Kirchenglocke hängt, die 1582 von Laux Rucker gegossen wurde. Die Gestaltung des Innenraums erfolgte 1765/66. Die Malereien, u. a. an den Brüstungen der umlaufenden Emporen, hat Johann Friedrich Hoffmann ausgeführt. Die Orgel mit 7 Registern, einem Manual und einem Pedal wurde 1842 von Friedrich Wilhelm Bernhard gebaut. Sie steht auf der Empore über dem Altar.